# Władysław Lisowski
Władysław Lisowski (ur. 24 maja 1884 w Sanoku, zm. 1 kwietnia 1970 tamże) – polski malarz, pozłotnik.

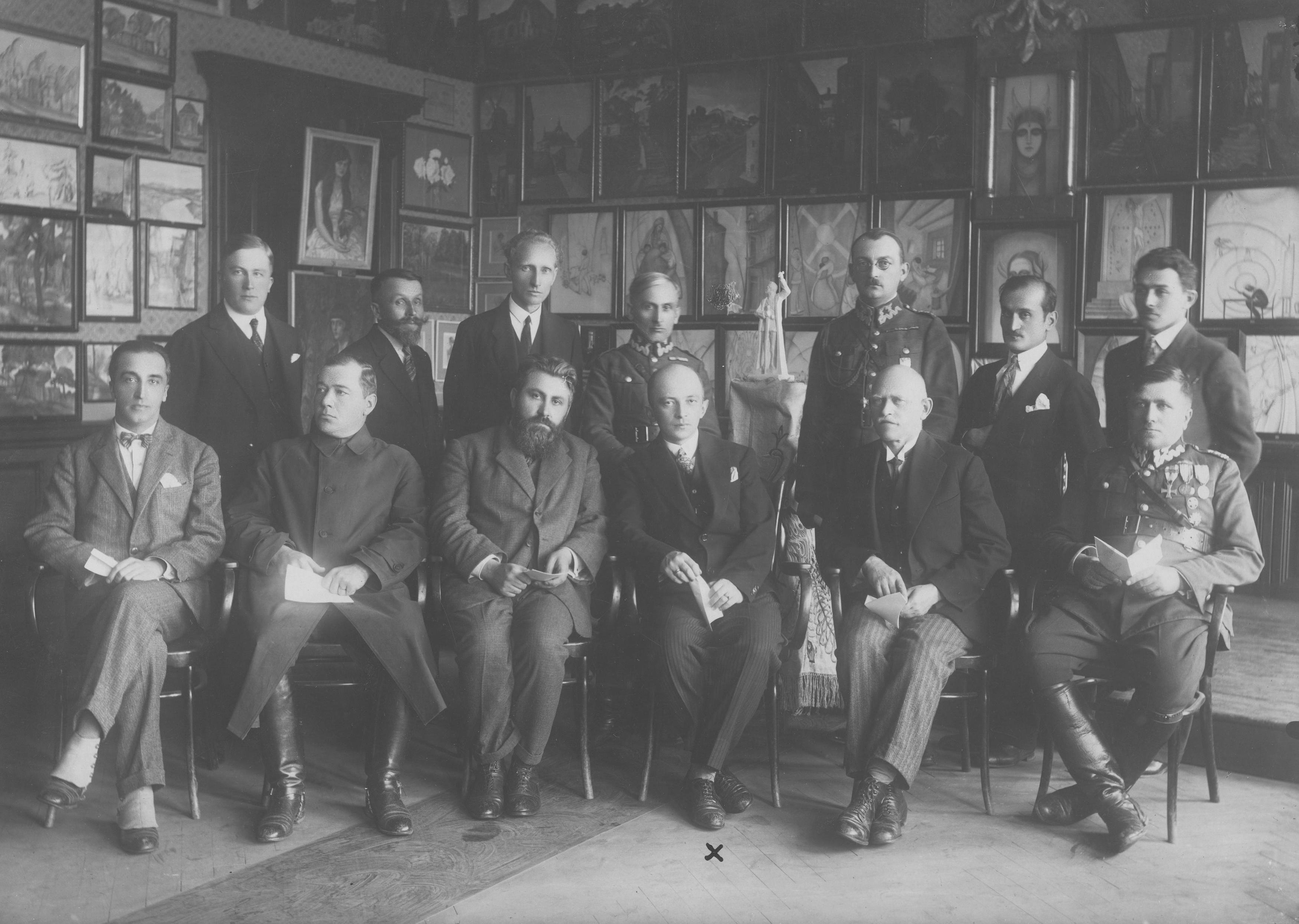
Wystawa sztuki w Sanoku w 1930. U dołu trzeci od lewej siedzi Władysław Lisowski. Obok niego po prawej siedzi starosta sanocki Romuald Klimów

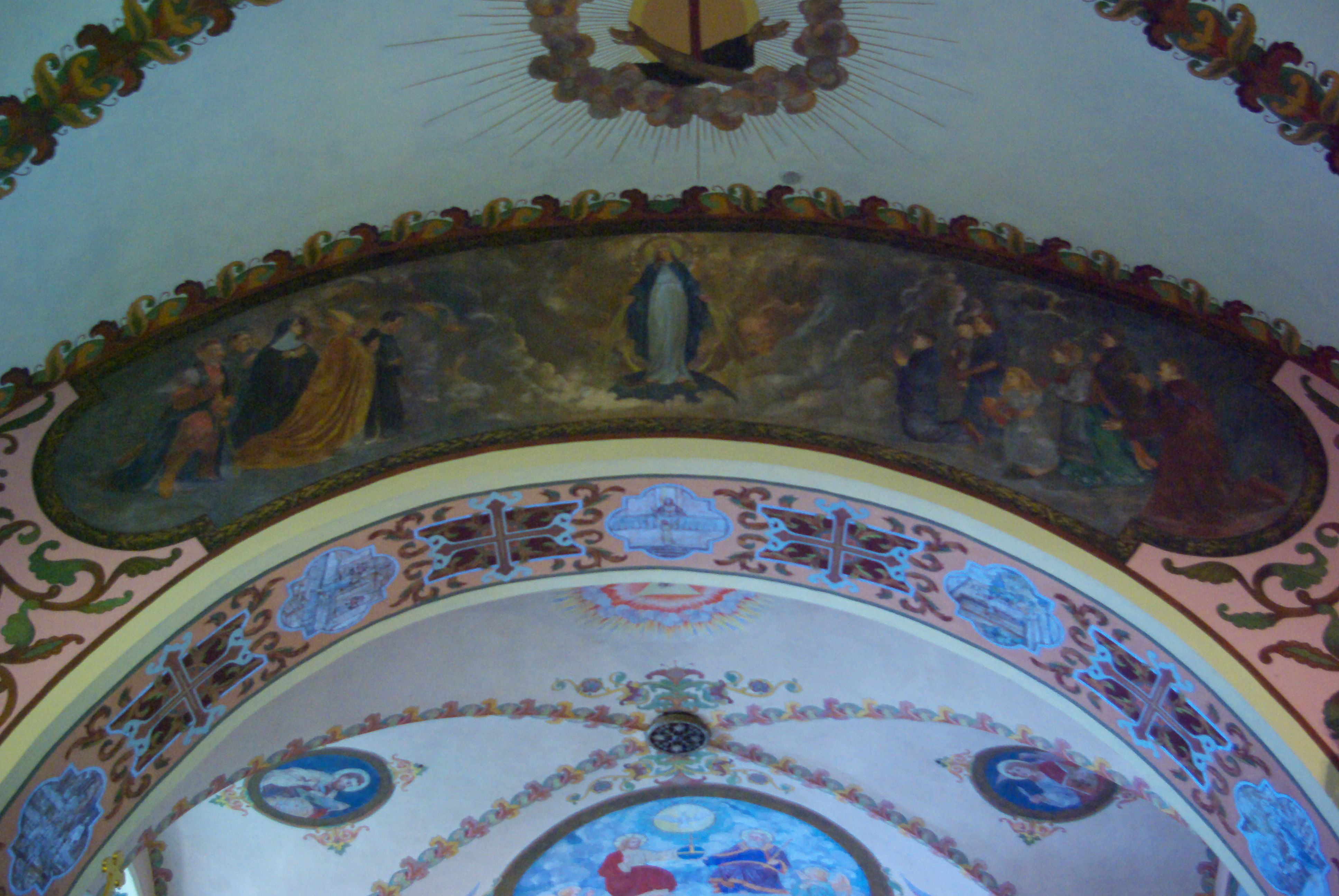
Polichromia w kościele franciszkanów w Sanoku – adoracja Matki Bożej

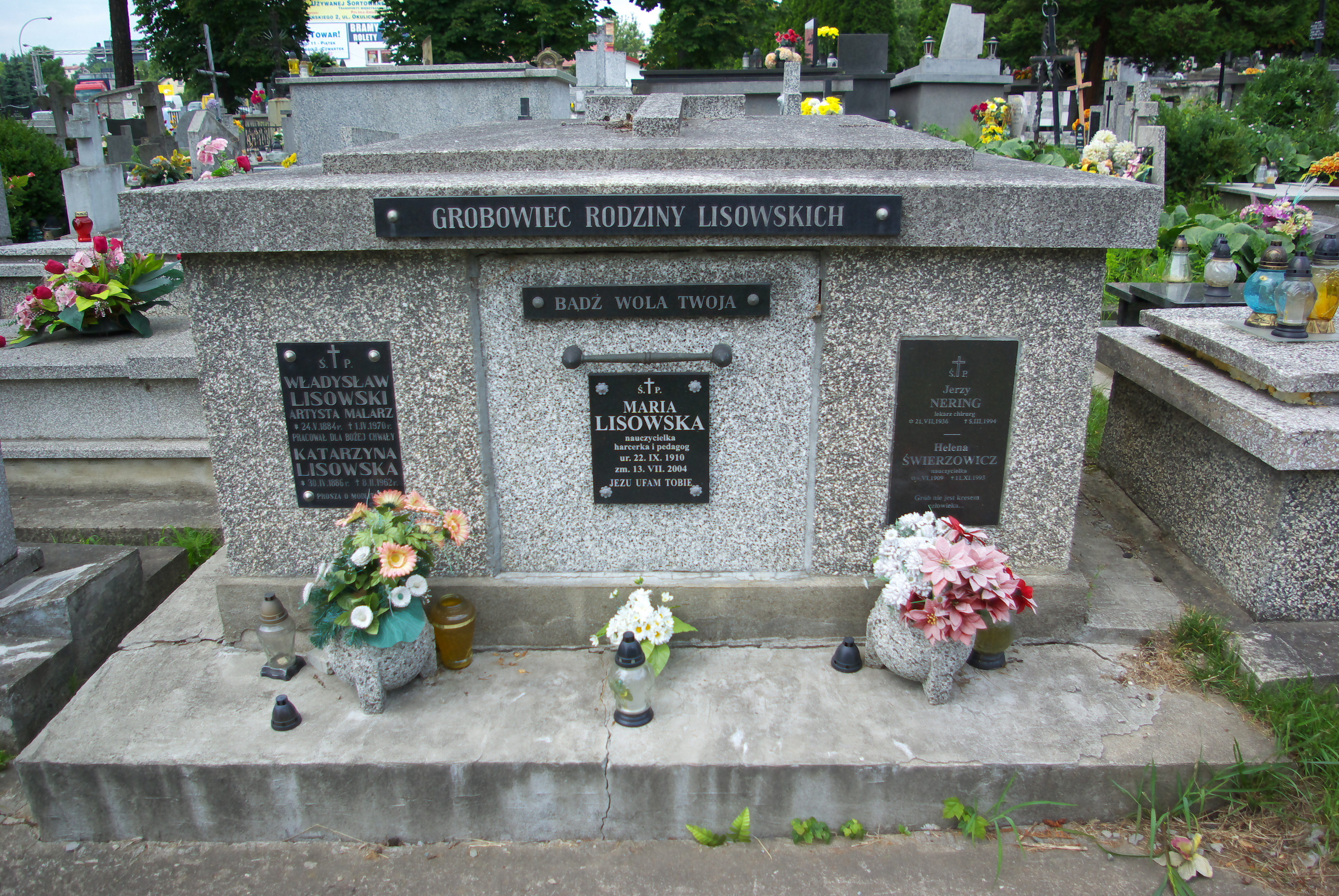
Grobowiec rodziny Lisowskich

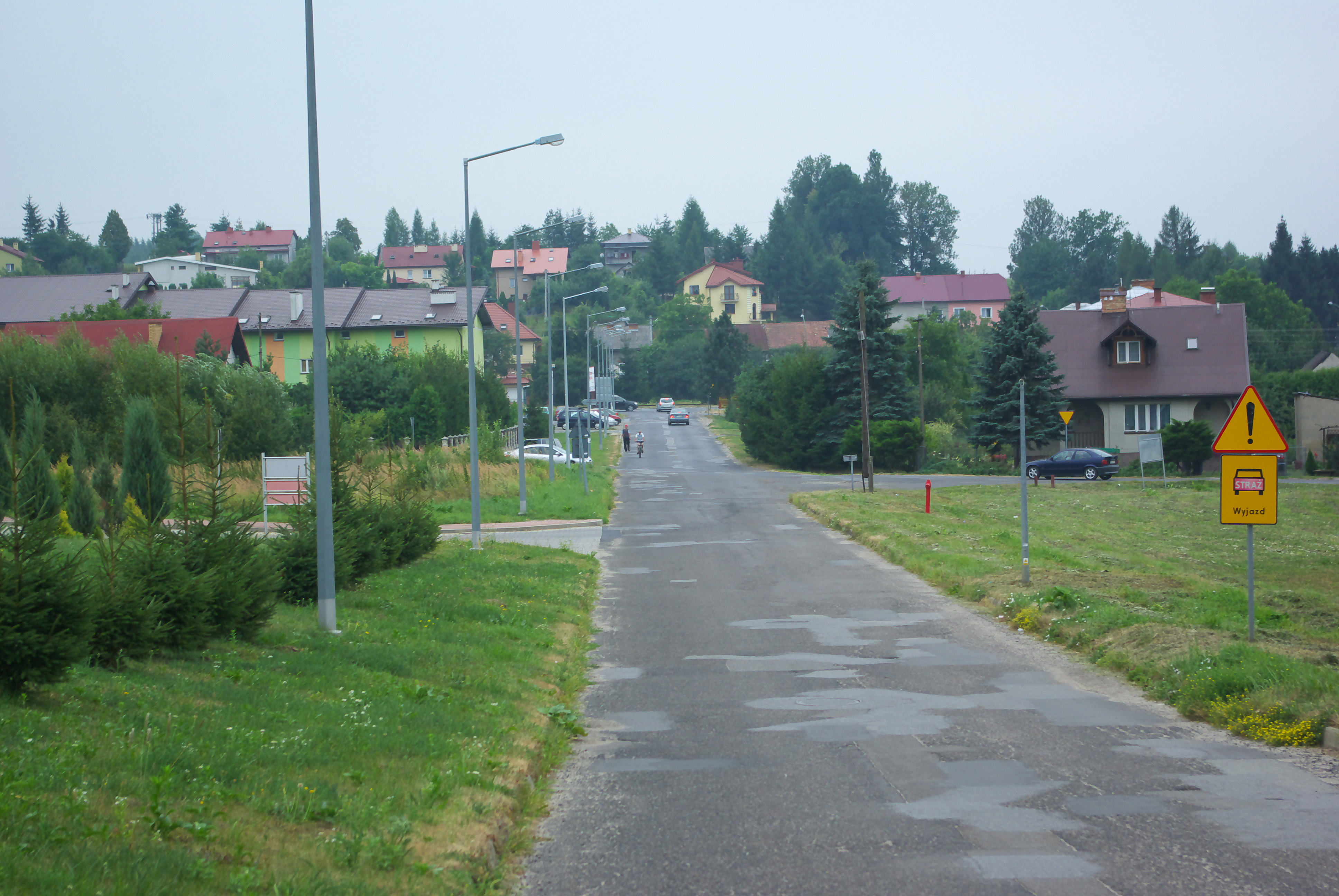
Ulica Władysława Lisowskiego

## Życiorys
Władysław Lisowski urodził się 24 maja 1884 w Sanoku. Był synem Jana (ślusarz w Fabryce Maszyn i Wagonów w Sanoku) i Antoniny z domu Rudnik. Ukończył szkołę powszechną, następnie zawodową, po czym pobierał nauki malarstwa artystycznego (udzielali mu ich Jan Włodarski, Karol Różycki i Tadeusz Popiel). Od 1910 funkcjonował w dziedzinie sztuki stosowanej w obiektach sakralnych. Pracował przy odnawianiu polichromii kościołów i cerkwi w Małopolsce, a także w Czechosłowacji i na Węgrzech. W okresie II Rzeczypospolitej działał w Polskiej Partii Socjalistycznej. Podczas I wojny światowej został ranny, a w czasie leczenia w Wiedniu uczęszczał na zajęcia z malarstwa sztalugowego (wraz z nim inna sanoczanka, Emilia Słuszkiewicz, córka Michała i siostra Maksymiliana). Mimo tego nie ukończył szkoły w zakresie sztuki pięknej, posiadał rzemieślnicze wykształcenie, w dziedzinie malarstwa artystycznego uchodził zaś za samouka. Po zakończeniu wojny, w latach II Rzeczypospolitej pracował jako konserwator i malarz w świątyniach Galicji (m.in. Lwów, Dukla, Kalwaria Zebrzydowska, Rymanów, Rzeszów, Klęczany, Klimkówka, Sanok, Brzozów, Grabownica Starzeńska, Grabówka, Nowosielce, Strachocina). Specjalizował się w zakresie prac artystycznych w zabytkowych obiektach architektury sakralnej, tworzeniu polichromii w świątyniach oraz w malarstwie sztalugowym. Malował także pejzaże Sanoka i okolic, sceny rodzajowe i portrety. W okresie II Rzeczypospolitej prowadził zakład artystyczno-malarski i pozłotniczy w Sanoku przy ul. Stanisława Konarskiego.
Po zakończeniu I wojny światowej działał w interesie spółdzielczości niepodległego państwa polskiego; był założycielem Spółdzielczej Kasy Rzemieślniczej i został jej prezesem. Pełnił funkcję prezesa Cechu Wielkiego w Sanoku. Był także wiceprezesem Izby Rzemieślniczej w Rzeszowie. W 1934 jako mistrz malarski i pozłotniczy został wybrany radcą Izby Rzemieślniczej we Lwowie. Działał społecznie na wielu polach. Wraz z Franciszkiem Martynowskim i Janem Rajchlem współtworzył sanocki oddział Związku Strzeleckiego „Strzelec” (został jego honorowym członkiem). W 1923 zainicjował zorganizowanie w formę związku sanockiej młodzieży rzemieślniczej, został członkiem komitetu organizacyjnego Katolickiego Związku Młodzieży Rzemieślniczej i Rękodzielniczej w Sanoku został jego prezesem honorowym, prezesem Czytelni Mieszczańskiej (z siedzibą w budynku Ramerówka). Był współzałożycielem utworzonego w 1944 koła Stronnictwa Demokratycznego w Sanoku, został jego prezesem, pełnił funkcję przewodniczącego Powiatowego Komitetu SD w Sanoku i zasiadał jako ławnik w Sądzie Okręgowym w Jaśle. Był członkiem sanockiego gniazda Polskiego Towarzystwa Gimnastycznego „Sokół” w okresie II RP, zaangażował się także w próbę reaktywacji „Sokoła” w 1946.
Pracował na stanowisku nauczyciela rysunku w Publicznej Zawodowej Szkole Dokształcającej w Sanoku. Otrzymał wiele odznaczeń państwowych i wyróżnień. W maju 1930 prezentował swoje prace malarskie na wystawie obrazów i rzeźby w Sanoku. 11 listopada 1937 został odznaczony Srebrnym Krzyżem Zasługi za zasługi na polu pracy zawodowej w rzemiośle. W 1945 jego prace znalazły się na pierwszej powojennej wystawie wspólnej sanockich artystów zorganizowanej przez Muzeum Historyczne w Sanoku; ponadto Muzeum Historyczne w Sanoku zorganizowało pośmiertną wystawę od 10 czerwca 1974. Praktyki pobierał u niego artysta malarz Stanisław Jakubczyk.
Po zakończeniu II wojny światowej od grudnia 1944 był radnym Miejskiej Rady Narodowej w Sanoku. W sierpniu 1950 został wybrany delegatem powiatu sanockiego na Kongres Obrońców Pokoju w Warszawie i brał w nim udział
Pracownia Władysława Lisowskiego mieściła się na Stawiskach w Sanoku. Jego uczniem był Tadeusz Turkowski. Do końca życia zamieszkiwał przy ul. 800-lecia 7. Zmarł 1 kwietnia 1970 w Sanoku. Został pochowany w grobowcu rodzinnym na cmentarzu przy ul. Rymanowskiej w Sanoku 4 kwietnia 1970.
Jego żoną była Katarzyna (1886–1962): Ich córkami były Helena (1909-1993, nauczycielka, po mężu Świerzowicz, matka lekarza Jerzego Neringa) i Maria (1910-2004, nauczycielka, pedagog, harcerka). Na terenie Sanoka w dzielnicy Dąbrówka znajduje się ulica nazwana jego imieniem i nazwiskiem.
Prawnuczką Władysława Lisowskiego jest rzeźbiarka Agnieszka Świerzowicz-Maślaniec:

## Prace
- Kościół franciszkanów w Sanoku: w latach od 1932 do 1939 wykonał malarską dekorację polichromii wnętrza świątyni[2][43][44]. Wśród fresków są m.in.[45]: nad obecną kaplicą im. św. Maksymiliana Kolbego[46] (lewa nawa boczna) obraz pt. Św. Franciszek rozsyła zakonników w świat (odmalowane osoby noszą twarze mieszkańców Sanoka, w tym organisty i brata z kościoła franciszkanów, a widok na Asyż przypomina panoramę Sanoka)[47]; malowidło, umieszczone na łuku łączącym nawę główną z prezbiterium, ukazuje scenę hołdu i uwielbienia składanego przez przedstawicieli różnych stanów społecznych Matce Bożej, a wśród osób uwielbiających są także mieszkańcy miasta, m.in. sam W. Lisowski (klęcząca postać ubrana w kierezję), jego córki Maria i Helena Nehring z dzieckiem na rękach (późniejszy lekarz Jerzy Nehring), adwokat Kazimierz Lisowski z Brzozowa, zamieszkujący przy kościele rzemieślnik Antoni Borczyk (ubrany w czamarę) wraz z rodziną, burmistrz Sanoka, Maksymilian Słuszkiewicz namalowany w stroju szlacheckim i trzymający w dłoni karabelę[47] oraz gwardian konwentu sanockiego o. Teofil Bazan; w obecnej kaplicy im. Franciszka z Asyżu (prawa nawa boczna) malowidło przedstawiające św. Franciszka z ptakami, datowane na 1936; obraz to scena odnalezienia Krzyża św. ukazana w nawie głównej.
- Kościół Przemienienia Pańskiego w Sanoku: obrazy stacji Drogi Krzyżowej z 1941[2][48][49], obraz św. Teresy z 1928 w prawym bocznym ołtarzu[50], ponadto był autorem dekoracji Grobu Pańskiego, wykonana wspólnie z Maksymilianem Słuszkiewiczem[10].
- kościół franciszkanów we Lwowie: prace malarskie i złotnicze[10].
- Kościół parafialny pw. Wszystkich Świętych w Iwoniczu: odmalowanie świątyni w czerwony marmur (1927)[51]
- Bazylika Matki Bożej Anielskiej w Kalwarii Zebrzydowskiej: kilkadziesiąt obrazów i polichromii ukazujących m.in. sceny Drogi Krzyżowej i Męki Pańskiej
- kościół filialny pw. Znalezienia Krzyża Świętego i Pana Jezusa Ukrzyżowanego w Klimkówce: obraz przedstawiający oracza klęczącego przed odkopaną w polu figurą ukrzyżowanego Chrystusa[10],
- Kościół w Klęczanach: obraz przedstawiający rodzinę Kusionów cudownie ocalałą od żywiołu w 1934[52][53]
- Kościół i klasztor pw. św. Jana z Dukli w Dukli: obraz św. Jana z Dukli, ok. 1927-1933 dokonał renowacji polichromii w nawie głównej oraz obrazów przedstawiających życie św. Jana z Dukli[54]
- Kościół Najświętszego Serca Pana Jezusa w Sanoku: obrazy świętych widniejące na ołtarzach bocznych[55]
- Kościół parafialny pod wezwaniem Św. Katarzyny Męczenniczki w Strachocinie: malowidła w 1943[56]
- Kościół św. Mikołaja Biskupa i św. Józefa w Grabownicy Starzeńskiej: polichromia z 1954.
- Pustelnia św. Jana z Dukli w Trzcianej: polichromia ukazująca sceny z życia św. Jana[57]
- Prace dekoracyjne w kościele Wniebowzięcia Najświętszej Maryi Panny w Jaćmierzu[46].
- Prace dekoracyjne w kościele św. Mikołaja w Łężynach[46].
- Prace dekoracyjne w kościele Najświętszej Maryi Panny Nieustającej Pomocy w Nowosielcach[46].
- Polichromie w cerkwi św. Jana Chrzciciela w Tyrawie Solnej (1927)[58]
- Polichromie w cerkwi św. Mikołaja w Grabówce[58].